# Těně
Těně är en ort i Tjeckien.   Den ligger i regionen Plzeň, i den centrala delen av landet, 60 km sydväst om huvudstaden Prag. Těně ligger 532 meter över havet och antalet invånare är 230.
Terrängen runt Těně är kuperad åt sydost, men åt nordväst är den platt.  Trakten runt Těně är nära nog obefolkad, med mindre än två invånare per kvadratkilometer. Närmaste större samhälle är Příbram, 16,8 km öster om Těně. I omgivningarna runt Těně växer i huvudsak blandskog.